# Nibelungenlied

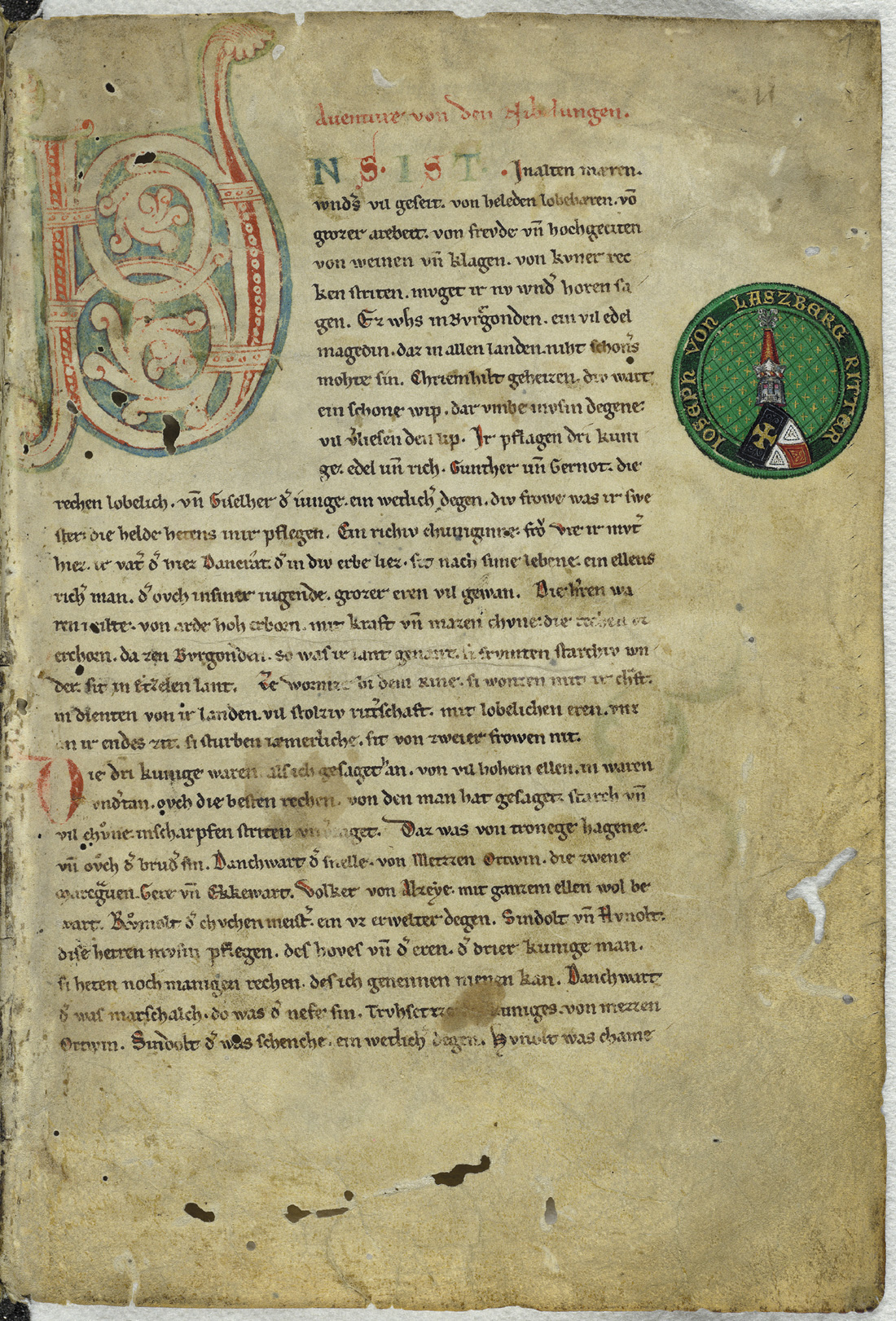
Nibelungenlied. Manuskript från cirka 1220.

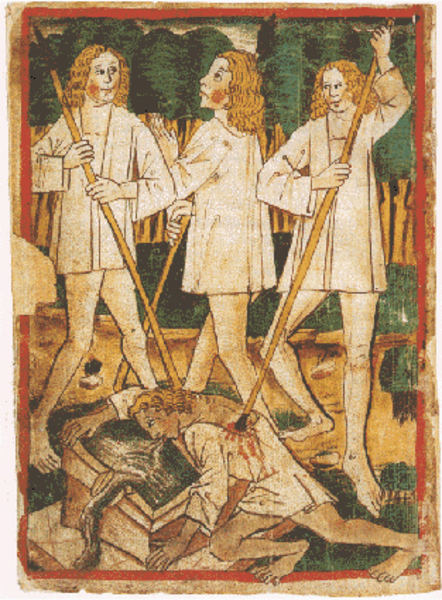
Siegfrieds död. Illustration från sent 1400-tal.

Nibelungenlied (svenska: Nibelungensången) är ett medeltida hjälteepos, nedskrivet på medelhögtyska.
Eposet återupptäcktes år 1755 av Jakob Hermann Obereit i renässansslottet i Hohenems. Handskriften var från 1200-talet, men på språkliga grunder kan eposet visas vara författat efter 1190 men före 1204. Man misstänker att Nibelungenlied är författad vid ett furstehov i trakten av Passau.
Sagan har dock stoff från betydligt äldre berättelser. Stora delar återfinns även i Äldre Eddan, samt i form av Völsungasagan. I dessa kallas Siegfried Sigurd Fafnesbane, Krimhild Gudrun och Etzel Atle (Attila). Även om dessa versioner nedtecknades på 1200-talet är åtminstone delar av sägenstoffet äldre, då Sigurdsristningen tydligt återger motiv ur samma saga.

## Form och språk
Texten är författad i verser som omfattar fyra strofer var. Dikten är sångbar men melodin har inte kunnat rekonstrueras. Nibelungensångens cirka 2 400 verser är indelade i 39 avsnitt, så kallade 'âventiuren'. Avsnitten liknar kapitel av varierande längd och har i de flesta avskrifterna försetts med rubriker. Forskningen antar att kärnberättelsen har traderats muntligt i 700 år och med tiden uppstod otaliga varianter av berättelsen. 
Man har hittat ungefär 36 tyska handskrifter och en nederländsk bearbetning. Texterna har framför allt hittats i södra Tyskland, Österrike och i Schweiz. 
En av många tolkningar av eposet är Richard Wagners operatetralogi Nibelungens ring. Wagner hade för sitt eget arbete en dramatisering av Friedrich de la Motte Fouqué som förebild. 
Även om Nibelungensången under 1800-talet fick status av ett nationalepos blev dess rykte svårt skadat efter att den blivit utnyttjad politiskt av nationalsocialisterna. De hyllade vad som uppfattades av dem som germanska dygder som åter skulle få tillfälle att utvecklas under nationalsocialismen. Detta ledde under tiden efter andra världskriget till en viss tabubeläggning av texten.[källa behövs]

## Berättelsens innehåll
Nibelungensången består av två delar. I den första delen står berättelsen om hjälten Siegfried och hans död i centrum. Den andra delens huvudtema är Kriemhilds, Siegfrieds änkas, hämnd.
Siegfried, som är son till en kung Sigismund av Nederländerna, anländer efter att ha besegrat nibelungarnas konungar Schilbung och Nibelung och tagit deras skatter till Worms, där Kriemhild lever med sina tre bröder och sin mor. Siegfried är idealbilden av den oövervinneliga riddaren som utöver stora mänskliga krafter även förfogar över en del översinnliga; hans bad i en besegrad drakes blod har gett honom ett starkt pansarliknande skydd. Dessvärre förhindrade ett lindlöv som föll på hans skuldra drakblodets fullständiga skyddseffekt. Siegfried äger en osynlighetskåpa och ett sagolikt starkt svärd, Balmung. Han är också ägare av nibelungenskatten. Han får gifta sig med Kriemhild och måste senare hjälpa sin svåger Gunter att fria till Brynhild, sköldmö och drottning till Isenland. När alla senare träffas råkar kvinnorna i gräl angående den hjälp som Gunter i samband med sitt frieri fick av Siegfried. Hagen av Tronje, Gunters tjänare, ser det nu som sin plikt att döda Siegfried för att skydda sin herre och dennes ära. Han dödar Siegfried och stjäl nibelungenskatten från Kriemhild. Skatten sänks dock i floden Rhen.
I andra delen har Kriemhild gift om sig med hunnerkonungen Attila. Men hennes sorg efter Siegfried är lika stor som i början och hela hennes tankevärld upptas av funderingar på hämnd.
När Kriemhilds och Attilas son ska döpas bjuder hon in sina släktingar till fest. De tre bröderna misstänker en fälla men kan inte tacka nej av artighetsskäl. Det hela leder till ett totalt blodbad vid Attilas hov där alla utom Attila och Didrik av Bern och dennes vapenmästare Hildebrand dödas. Berättaren, sångaren, beskriver slutligen ett ofattbart scenario av död och förstörelse där ingen tröst finns.
Stoff till berättelsen är troligen hämtat från merovingerkungen Sigibert I och hans hustru Brunhildas stridigheter med Guntram av Burgund.

## Personerna
Personerna i högmedeltida diktning saknar egentliga individuella drag. De ska förkroppsliga de olika idealiserade hjältedygderna som sattes högt i riddarkulturen och som personer tillhörande adeln skulle äga. Det var till exempel heder, trofasthet, våldsberedskap och rikedom. Personernas beteende i Nibelungensången exemplifierar dessa egenskaper väl, vilket även gäller kvinnorna.

## Översättning till svenska
Nibelungensången har översatts till svenska av John Evert Härd, professor emeritus vid Uppsala universitet. Översättningen kom ut 1993.